# Yakovlev Yak-14
Yakovlev Yak-14 là một tàu lượn vận tải quân sự tầm trung được Liên Xô sử dụng sau Chiến tranh thế giới II.

## Thiết kế và phát triển
Chiến tranh thế giới II đã chứng tỏ sự hữu dụng của những tàu lượn quân sự trong hoạt động chuyên chở trang thiết bị và các đơn vị chiến đấu. Trong suốt thời gian chiến tranh, Liên Xô chỉ sử dụng những tàu lượn hạng nhẹ như Gribovski G-11, Antonov A-7 và KC-20. Chúng không thể vận chuyển phương tiện hoặc súng lớn. Chỉ sau khi chiến tranh chấm dứt, những nhà thiết kế của Liên Xô mới phát triển loại tàu lượn tầm trung. Công việc với Yak-14 bắt đầu vào năm 1948 tại phòng thiết kế Yakovlev, chứ không phải với các phóng thiết kế chuyên về tàu lượn như trước đây.
Mẫu thử nghiệm đã được chế tạo vào năm 1948 và sau thử nghiệm, điều chỉnh trong năm sau. Từ 2 tháng 8 đến 17 tháng 9, năm 1949, sau khi trải qua cuộc thử nghiệm cấp nhà nước, nó đã được mang tên chính thức là Yak-14. Cuộc thử nghiệm đã thành công và chiếc tàu lượn chỉ phải thay đổi một số chi tiết nhỏ. Người ta đã đưa Yak-14 vào sản xuất hàng loạt tại nhà máy số 168 ở Rostov-on-Don. Từ năm 1951 một phiên bản mang tên Yak-14M đã được chế tạo, với hệ thống điều khiển kép. 413 chiếc Yak-14 đã được chế tạo.

## Miêu tả
Nó có hình dáng như một máy bay một lớp cánh, nhưng cánh được đỡ bằng các thành chống nâng cao lên sát phần lưng của nó, được chế tạo bằng kim loại, có vải bạt che phủ. Thân máy bay hình chữ nhật trong mặt cắt ngang. Phần mặt trước của cánh được chế tạo bằng hợp kim duralumin. Phần mũi của nó có thể mở ra đóng lại được, do đó xe cộ có thể được chuyển lên khoang vận chuyển của tàu lượn. Buồng lái dành cho 2 phi công được đặt trên lưng của thân tàu lượn, phía bên trái. Các đơn vị lính có thể ngồi trên những ghế dài dọc theo chiều dài của thân tàu lượn. Nó có 3 bánh được kết cấu cố định. Trước khi đổ bộ, nó giải phóng khồn khí từ những bộ giảm xóc, rồi sử dụng những má phanh dưới thân để thu ngắn quãng đường hạ cánh.

## Lịch sử hoạt động

Pháo tự hành ASU-57 được chuyển vào trong thân Yak-14

Yak-14 được sử dụng trong các đơn vị đổ bộ đường không ở Liên Xô. 2 chiếc đã được chuyển giao cho Tiệp Khắc vào đầu những năm 1950. Nó có thể mang pháo 76 mm với xe jeep GAZ-67B (sau này là GAZ-69), xe GAZ-51, pháo 122 mm, pháo tự hành hạng nhẹ ASU-57 hoặc 35 người lính với trang bị đầy đủ.
Vào tháng 3 1954, 4 chiếc Yak-14 đã được sử dụng để vận chuyển máy móc, trong đó có 1 xe ủi đất, từ Bắc Cực đến trạm nghiên cứu SP-4 trên một tảng băng nổi (chúng là những máy bay duy nhất trong thời gian đó có thể vận chuyển mà không phải tháo dỡ máy móc). Chúng bay từ Tula vào 10 tháng 3, với vài lần dừng lại, xuyên qua Omsk và Krasnoyarsk, đến mũi đất Schmidt tại Sakhalin ở vùng viễn đông và cuối cùng hạ cánh trên tảng băng nổi vào đầu tháng 4, trong thời tiết giá lạnh.
Vào cuối thập niên 1950, tàu lượn vận chuyển đã bị loại bỏ khỏi biên chế, do nó đã quá cũ để vận chuyển, và được thay thế bởi máy bay phản lực cánh quạt Antonov An-12 và trực thăng Mil Mi-4 và Mil Mi-6.

## Các phiên bản
Yak-14
Phiên bản sản xuất cơ bản.
Yak-14M
Phiên bản với hệ thống điều khiển kép bắt đầu sản xuất từ năm 1951.

## Các quốc gia sử dụng
- Liên Xô:
  - Không quân Xô viết
- Tiệp Khắc:
  - Không quân Tiệp Khắc

## Thông số kỹ thuật

### Đặc điểm riêng
- Phi đoàn: 2
- Sức chứa:35 lính hoặc 3500 kg hàng hóa
- Chiều dài: 18.44 m (60 ft 4 in)
- Sải cánh: 26.17 m (85 ft 11 in)
- Chiều cao: 7.2 m (24 ft 7 in)
- Diện tích : 83.3 m²
- Trọng lượng rỗng: 3082 kg (6614 lb)
- Trọng lượng cất cánh: 6750 kg (14881 lb)
- Trọng lượng cất cánh tối đa: n/a
- Động cơ: Shvetsov M-11FM, công suất 108 hp

### Hiệu suất bay
- Vận tốc cực đại: 300 km/h
- Tầm bay: n/a
- Trần bay: n/a
- Vận tốc lên cao: n/a
- Lực nâng của cánh: n/a
- Tỷ lệ lượn tốt nhất: 12.5

## Nội dung liên quan

### Máy bay có tính năng tương đương
- Airspeed Horsa
- CG-4 Waco
- Gotha Go 242